# Paul Delvaux

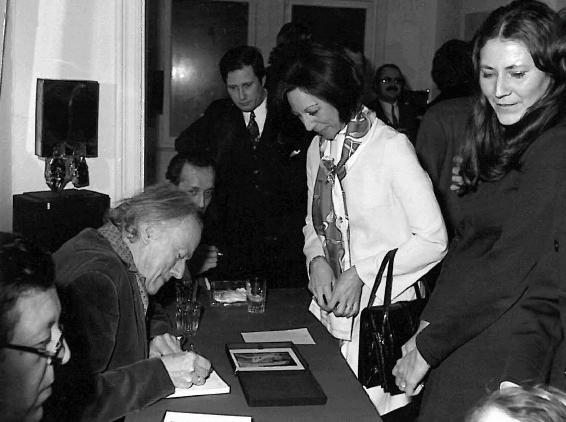
Paul Delvaux mentre firma autografi a Bruxelles nel 1972.

Paul Delvaux (Antheit, 23 settembre 1897 – Furnes, 20 luglio 1994) è stato un pittore belga.

## Biografia
Paul Delvaux nacque ad Antheit, vicino a Liegi, il 23 settembre 1897.
Suo padre era un avvocato e Paul passò un'infanzia economicamente agiata, durante la quale poté prendere lezioni di musica e studiare greco e latino.
Queste letture influenzarono le sue opere giovanili, in cui i temi preferiti sono scene mitologiche.
Nonostante la disapprovazione dei genitori, fra il 1920 e il 1924 Delvaux studiò pittura e architettura all'Accademia di Belle Arti di Bruxelles.
Nel 1925 tenne la sua prima mostra personale, presentando idilliaci paesaggi naturali resi su tela attraverso un neonaturalismo primitivista, solo parzialmente influenzato dall'impressionismo e dall'espressionismo tedesco.
Negli anni seguenti lo stile di Delvaux si evolve radicalmente.
Questo cambiamento fu dovuto al fascino provato nei confronti dell'arte di Giorgio De Chirico e di René Magritte, in particolare per la rappresentazione distaccata di oggetti ordinari presentati in accostamenti inattesi.
Anche le creazioni di James Ensor, di Salvador Dalí, di Max Ernst, di Joan Miró e di Balthus lo impressionarono a tal punto che si unì al movimento surrealista, partecipando ad alcune loro esposizioni e distruggendo la maggior parte delle sue opere precedenti.
In realtà Delvaux non si considerò mai come un vero surrealista, pensando alla sua arte come ad un classicismo rinnovato attraverso il quale trasportare sulla tela la poesia ed il mistero della vita moderna.
Nelle opere di questo periodo, che lo resero famoso, lo spazio metafisico di De Chirico si combina con il distacco ermetico di Magritte.
Il dominante nudo femminile appare arcano, come ipnotizzato in atmosfere oniriche e vaghe, cariche di un erotismo latente; talvolta sono presenti anche scheletri o uomini vestiti, indifferenti ed impassibili.
Rappresenta paesaggi come l'impero di una donna, sempre la stessa, che regna nel grande sobborgo del cuore. Donne sedute su sedie, con seni nudi, visi enigmatici, esemplari multipli e plurimi nello stesso quadro, di cui i gesti indecisi appartengono allo stesso modo ai viventi e alle statue, come quando sono immobilizzate dalle radici nella terra, come nell'"Aurora".
Lo sfondo, di solito una stazione ferroviaria o una costruzione classica, è reso su tela in modo molto realistico ma con una penombra misteriosa ed inquietante.
Delvaux ripeté variazioni di questi temi per il resto della sua lunga vita.
Tra gli anni '40 e '50 lo stile si appiattisce sempre più con effetti distorti di prospettiva forzata; in questi anni fece anche diverse serie di crocifissioni e di deposizioni messe in atto da scheletri, oltre a scene notturne con giovani ragazze e treni, un soggetto per lui ricorrente.
Queste composizioni non contengono nulla di evidentemente surrealista, tuttavia il chiarore della luce lunare produce effetti allucinatori.
In questi anni eseguì diversi murali, come quelli al Palazzo dei Congressi a Bruxelles, del Casinò di Ostenda, dell'Istituto di Zoologia a Liegi.
Nel 1965 fu nominato direttore dell'Accademia Reale di Belle Arti del Belgio.
Notevole anche la sua produzione grafica, soprattutto di acqueforti, capaci di rappresentare, nella semplicità del bianco e nero, il suo mondo immaginario.
Delvaux viene citato da Leonardo Sciascia nel romanzo Todo modo del 1974.
Viene pure citato, estemporaneamente, da G.F. Sebald nel suo "Gli Emigrati". È stato a lungo amico dello scrittore italiano Dino Buzzati e di Italo Neri.
Paul Delvaux, Catalogo a cura di Jean Clair, Ginevra-milano, Skira, 1994
Paul Delvaux morì a Furnes il 20 luglio 1994.

## Paul Delvaux nei musei
- Pinacoteca civica di Savona
- Collezione Guggenheim, Venezia
- Albertina, Vienna